# Portret van gravin Potocka

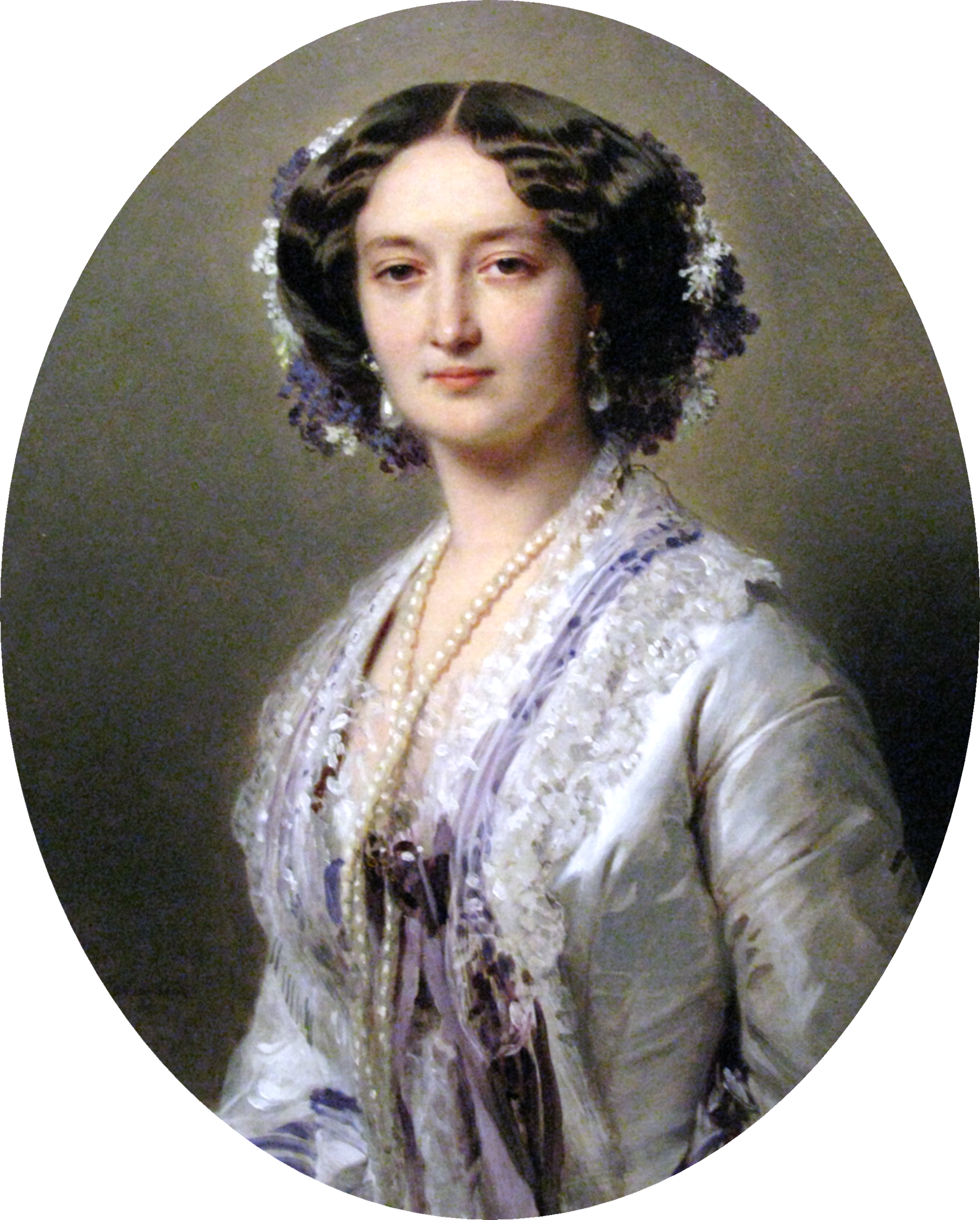
Portret door Winterhalter uit 1854

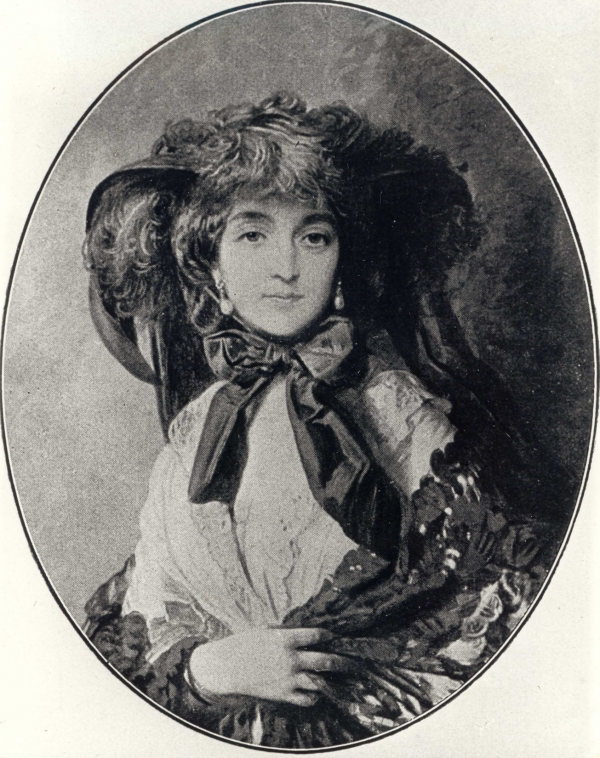
Verloren gegaan portret uit de jaren 1850 door Winterhalter

Portret van gravin Potocka is een schilderij uit 1854 van Franz Xaver Winterhalter, een van de belangrijkste portrettisten van de beau monde van Europa op dat moment. Het bevindt zich in het Nationaal museum in Warschau.

## Schilderij
Winterhalter was een schilder die in de tweede helft van de negentiende eeuw veel opdrachten kreeg van de verschillende Europese hoven en daarmee ook van de aristocratie van zijn tijd. De afgebeelde, gravin Potocka (1825-1907), behoorde tot de rijke adel van Polen en was lid van de familie Branicki. Ze werd geboren als Katarzyna gravin Branicka en trouwde in 1847 met Adam Józef graaf Potocki (1815-1872), lid van de familie Potocki. Het echtpaar kreeg zeven kinderen van wie er drie ook door Winterhalter geschilderd werden, onder andere: Portret van Zofia Potocka en Portret van Roza Potocka.
De gravin Potocka is hier afgebeeld in oriëntaals kostuum op driekwart formaat, geschilderd op het favoriete formaat van de schilder, namelijk een ovaal. Het werd geschilderd in opdracht van haar zus, Elzbieta gravin Krasinska née gravin Branicka (1820-1876), die zelf ook door Winterhalter is geschilderd. Het kostuum is ontleend aan de ballingschap die het echtpaar in het Midden-Oosten had doorgebracht nadat Adam Potocka was beschuldigd, overigens ten onrechte, van een bomaanslag in 1848. Winterhalter volgt de voorbeelden uit de 18e eeuw waarin een dergelijk kostuum meer gebruikelijk was en gedragen werd bij gekostumeerde bals.
Winterhalter heeft zeker drie portretten van haar gemaakt in de periode 1854 tot 1858. De verblijfplaats van het derde portret is onbekend en het is vermoedelijk verloren gegaan. Het tweede bevindt zich eveneens in Warschau. Een kopie van dit oriëntaalse portret bevindt zich in familiebezit, namelijk bij graaf Rey op het Franse château Montrésor.

## Herkomst
Het portret was eigendom van de familie Potocki en hing op het Potockipaleis van Krzeszowice. In 1946 werd het aangeworven door het Nationaal museum van Warschau.